# Kai Kahele
Kaialiʻi Kahele (Miloliʻi, 28 marzo 1974) è un politico statunitense, membro della Camera dei Rappresentanti per lo stato delle Hawaii dal 2021 al 2023.

## Biografia
Nato nel piccolo villaggio di pescatori di Miloliʻi, vicino Kailua nel 1974, si è laureato in Scienze della Formazione alla University of Hawaiʻi at Mānoa.
Dal 2001 si arruola come pilota civile e militare nella Hawaii Air National Guard, ramo hawaiiano della United States Air Force. In tale veste partecipa alle missioni in Iraq e Afghanistan.
Nel febbraio 2016 viene nominato dal Governatore David Ige membro del Senato statale delle Hawaii dopo la morte del padre Gil Kahele che aveva lasciato vacante il suo seggio. Nelle successive elezioni del 2018 e 2020 riesce a mantenere il suo seggio, ricoprendo anche il ruolo di capogruppo di maggioranza.
Nel gennaio 2019 annuncia la sua intenzione di sfidare Tulsi Gabbard per il suo seggio alla Camera dei Rappresentanti nel secondo distretto delle Hawaii. Tuttavia Gabbard decide di non candidarsi per concentrarsi sulla sua campagna elettorale per le primarie democratiche per la Presidenza degli Stati Uniti. Kahele vince quindi nettamente le primarie dell'8 agosto 2020 con circa 84.000 voti di vantaggio su Brian Evans e avanza alle elezioni generali dove batte senza difficoltà il repubblicano Joe Akana con il 63% dei consensi. Si insedia al Congresso il 3 gennaio 2021, divenendo il secondo nativo hawaiiano a rappresentare lo Stato al Congresso.
Lasciò la Camera dei Rappresentanti alla fine del 117º Congresso, per candidarsi infruttuosamente alla carica di governatore delle Hawaii.
È considerato un democratico progressista e sostiene la proposta di riforma del "Medicare for All", un programma di copertura sanitaria universale completamente gestito dal Governo Federale.